# 悪魔の手毬唄
『悪魔の手毬唄』（あくまのてまりうた）は、横溝正史の長編推理小説。「金田一耕助シリーズ」の一つ。『宝石』1957年8月号から1959年1月号にかけて連載された。手毬唄の歌詞に沿って行われる童謡殺人を描く。
2021年5月までに、本作を原作とした映画2本、テレビドラマ6作品、ラジオドラマ1作品が制作されている。

## 概要
『宝石』1957年8月号から1959年1月号にかけて連載。1957年5月号から7月号に掲載された連載開始予告では『人を殺して名を残す』と題されていた。
連続殺人事件が村に伝承の手毬唄になぞらえて行われるという趣向は、『獄門島』の俳句に見立てた殺人と同一系譜にあるものである。ただし本作の手毬唄は実在しない創作品であるため、これを引っ張り出すストーリー展開にも工夫がなされている。
横溝によると、元々はヴァン・ダインの『僧正殺人事件』などいわゆるマザーグース殺人事件を知り、そのような作品を書きたいとの希望があった。しかし、二番煎じと批判されることを恐れて諦めていたところ、アガサ・クリスティーが『そして誰もいなくなった』で同じようなことをやっており、それが許されるのだから自分もやってみようと思い立ち、有名な俳句を用いて『獄門島』を執筆したが、童謡殺人という点では満足できず、実在の伝承に基づくものを考えていた。しかし、なかなか都合のいいものが無く苦労していたところ、深沢七郎の『楢山節考』（『中央公論』1956年11月号発表）を知り、「無いなら作ればいいんだ」と気がついたという。
しかし、実際にはなかなか唄ができなかったが、ある日たまたま台所で、ふだん見かけない大きな皮の漏斗が転がっているのを見て、なんとなく異様なものに思え、しばらくそれを見つめているうちに、「桝ではかって漏斗で飲んで」という句が自然に浮かんできた。いちばん大きなトリックははじめからあったので、手毬唄ができると同時に、そのトリックを中心に猛烈な勢いでストーリーを組み立て始めた。手毬唄ができてから全体の構成ができあがるまでには、一週間とかからなかったという。
山間部の孤立した集落という舞台設定が謎解きに関わり、また「お庄屋ごろし」（サワギキョウ）や「山椒魚」も演出に一役買っている。
横溝はインタビューで、本作の鬼首村には地形上のモデルが実在しており、1945年5月から3年あまり疎開していた岡山県吉備郡岡田村（現・倉敷市真備町岡田）の「桜」という集落を、作中に登場させていると述べ、同インタビューで編集者から示された鬼首村の地図を、「作者公認」として結構ですと述べている。作品中に「桜のお大師」と描かれ、公認地図の桜集落の中に記されている「大師」の名前も、岡田村の桜集落に実在する「桜大師」（金剛寺の別称）がモデルである。
横溝本人は本作について、「一番僕の作品では文章の嫌味もなくよく出来た」（『宝石』1962年3月号）と評し、「自身が最も好きな作品」（東京スポーツ1975年9月26日付）に挙げている。

## あらすじ
1955年（昭和30年）7月下旬、金田一耕助は1か月ばかり静養できる辺鄙な田舎を探して、岡山県警に磯川常次郎警部を訪ねた。磯川警部は金田一に、岡山と兵庫の県境にある寒村、鬼首村（おにこうべむら）の温泉宿「亀の湯」を紹介する。磯川の話では、23年前の1932年（昭和7年）、鬼首村で殺人事件があったという。経緯は以下の通りである。
- 当時、鬼首村には仁礼家と由良家の2大勢力が存在していた。元々は多数の田畑を有する由良家が優勢であったが、仁礼家の当主・仁平が自らの山でブドウ栽培を始めたところ鬼首村の一大産業となるほどの成功を収め、仁礼家が優勢になりつつあった。
- それに危機感を抱いた由良家の当主・卯太郎のところに、恩田幾三なる人物が村でのモール作りの話を持ち込んで来る。卯太郎は仁礼家への対抗策として恩田の話に乗り、こうして村で副業としてモール作りが始められることとなる。恩田は村人にモールの製造機械を売りつけると、月に2 - 3度村にやってきては、村人たちからモールを受け取り、その代金を置いていった。
- そんな村に、亀の湯の次男・青池源治郎が妻のリカと息子の歌名雄を連れて帰還し、亀の湯の主人となった。源治郎は恩田を詐欺師と見破り、ある日単身恩田が滞在していた道楽者の庄屋の末裔・多々羅放庵の家の離れに乗り込んでいったが、それっきり戻らなかった。
- そんな源治郎を心配した妻リカは離れに様子を見に行くが、そこで源治郎の撲殺死体を発見する。死体は囲炉裏の中に倒れこんで顔が焼かれ、相好の区別がつかなくなっていた。
- 犯人は恩田と目されているが、事件後現在に至るまで行方不明となっている。なおモール作りは恩田が行方不明になったことで完全に破綻してしまい、卯太郎は大損害を被った上、面目が失墜する羽目になり悲嘆にくれ、事件の3年後にこの世を去った。

磯川は死体の顔が焼かれていたことから「殺されたのは本当に源治郎なのか？」という疑問を抱いており、金田一に事件の調査を依頼したのであった。
亀の湯に滞在した金田一は、女主人として亀の湯を切り盛りするリカと歌名雄、源治郎の死後に生まれたリカの娘・里子、仁平の長男で村の有力者・嘉平、そして多々羅放庵らと顔を合わせる。美男子で歌が上手い歌名雄は村の人気者で、由良家の娘で美人の泰子と交際しており、嘉平の娘・文子はそれに嫉妬していた。一方、嘉平はリカに歌名雄と文子との縁談を持ち込んでいた。ちょうどその頃、村の若者達の間では、村出身の人気歌手・大空ゆかりが里帰りするという噂で持ちきりとなっていた。実はゆかりこと別所千恵子は、恩田が村の鍛冶屋の娘・別所春江に産ませた子供で、幼少時は「詐欺師で人殺しの子供」として周囲から迫害されていた。
一方、金田一は親しくなった放庵から、手紙の代筆を頼まれる。1932年（昭和7年）に放庵の元を出奔した彼の5人目の妻・おりんが、復縁を求めてきたのだという。放庵の口述どおり、金田一は復縁を受け入れる手紙を書く。

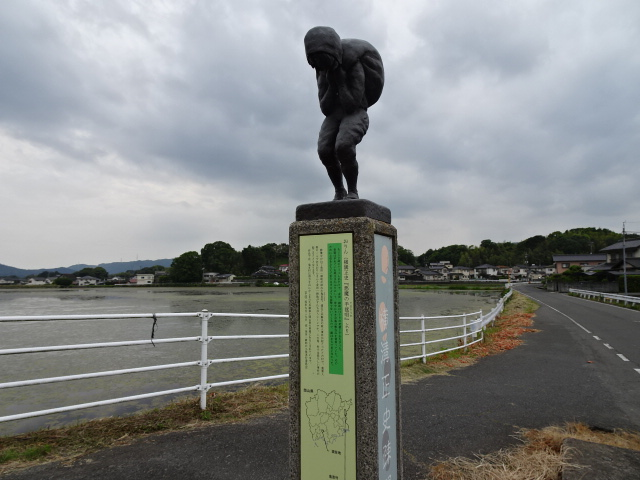
おりん像
（岡山県倉敷市真備町岡田）

金田一が亀の湯に滞在して2週間ほど経った8月10日。用事で山向こうの総社の町に向かう途中の耕助は、おりんと名のる老婆と峠道ですれ違う。ところが、着いた先の総社の町の宿屋の女将・おいとの話によれば、おりんは昨年、すでに死亡しているという。驚いた金田一とおいとは放庵の草庵を訪ねるが、そこには放庵やおりんの姿は無く、来客があったことをうかがわせる2人分の酒盛りの跡とともに、放庵のものと思わしき微量の吐血の痕跡が残されているのみだった。
8月13日、里帰りしたゆかりを囲んでの、村総出の歓迎会が催される。ところが、ゆかりの元同級生として歓迎会に出席するはずの泰子が見当たらない。夜を徹した捜索の末、泰子は村内の滝つぼの中で絞殺死体となって発見される。遺体の口には、なぜか漏斗が差し込まれていた。滝の水が崖の途中に置かれた枡を満たした後、漏斗に注がれるような状態になっていた。
泰子の通夜が行われた晩、今度は仁礼家の娘・文子が行方不明となり、翌朝に村内の葡萄酒工場の中で絞殺死体となって発見される。遺体の腰には竿秤が差し込まれ、秤の皿には正月飾りに使われる作り物の大判小判が置かれていた。
金田一や警察、村人が奇妙な姿の遺体に悩む中、泰子の祖母・五百子は村に古くから伝わる手毬唄を皆に歌って聞かせるのだった。その歌詞は丁度、泰子・文子殺しに沿った内容であった。

## 登場人物
金田一 耕助（きんだいち こうすけ）
私立探偵。

### 警察
磯川 常次郎（いそかわ つねじろう）
岡山県警警部。
立花（たちばな）
岡山県警警部補、捜査主任。金田一に対して猛烈なライバル心を抱く。
乾（いぬい）
岡山県警刑事、立花の部下。
山本（やまもと）
岡山県警刑事、立花の部下。
木村（きむら）
鬼首村駐在巡査。

### 亀の湯
青池 源治郎（あおいけ げんじろう）
鬼首村出身で亀の湯の次男。小学校卒業後に神戸市に出て、「青柳史郎」の芸名で活弁士をしていたが、トーキー映画の登場により仕事の場を失い、23年前の1932年（昭和7年）に妻子とともに村に帰還、亀の湯の主人となる。活弁士の仕事を良く思っていなかった父親（先代の亀の湯の主人）が外聞を悪がり、活弁士時代の写真をすべて焼き捨ててしまったため村に現存する写真がなく客観的な顔姿の確認が不可能。同年11月25日（当時28歳）恩田幾三により殺害されたと考えられていたが、磯川警部は死体の顔が損傷していたことなどから加害者と被害者が逆ではないかと疑っていた。
青池 リカ（あおいけ リカ）
源治郎の妻、亀の湯女将。背が高く、凛とした京女風の美人。50歳前後ほど。
青池 歌名雄（あおいけ かなお）
源治郎の息子、鬼首村青年団副団長。1930年（昭和5年）生まれ。高校時代は野球でピッチャーをやっていたこともあって、立派な体格をしている。美男子で歌唱力もあり、村の娘たちの人気者。由良泰子と恋仲。
青池 里子（あおいけ さとこ）
源治郎の娘。1933年（昭和8年）生まれ。お幹によると「心臓が弱い」。顔の造作そのものは美しいが、生まれつきの左半身の赤痣を気にしてあまり人前に出ない。母の罪にいち早く気づく。
お幹（おみき）
亀の湯女中。26、7歳ほど。実家の屋号は「笊屋」。大空ゆかりを嫌っている。

### 仁礼家
屋号は「秤屋」。
仁礼 仁平（にれ にへい）
仁礼家先代主人、故人。鬼首村に新しい産業としてブドウの栽培を持ち込み、一代で財産を築く。嘉平、次子、咲枝を含め、六子の父。
仁礼 嘉平（にれ かへい）
仁礼家当主。仁平の第一子で長男。60歳前後。大柄でがっしりした体つき。父の事業をさらに広げ、 「やり手」と噂される鬼首村の主権者。事件の昨年に妻と死別した寡男。
かつて由良敦子と噂があった。 文子の戸籍上の父だが、血縁上伯父と姪にあたることは村では周知の事実。青池リカに、自分の娘の文子と歌名雄との縁談を持ちかける。
仁礼 秀子（にれ ひでこ）
1954年（昭和29年）に亡くなった嘉平の妻。文子の戸籍上の母。実家は兵庫県の城崎で温泉旅館を経営している。身籠っていた義妹の咲枝を実家で出産させ、生まれた文子を夫と自分の籍に入れた。
次子（つぎこ）
仁平の次女で嘉平の妹。神戸に嫁いでいる。J学院の専門部に進学した咲枝を婚家に下宿させていた。
咲枝（さきえ）
仁平の三女で嘉平の妹。7人きょうだいの末子で嘉平とは17歳離れている。 戸籍上は文子の叔母だが実母。才女で学力に秀でていたため総社の女学校卒業後、19歳の時に神戸のJ学院の専門部に進学し、昭和6年より神戸にある長姉の婚家に下宿していた。その折に恩田と出会い懇ろになる。恩田と関係を持って文子を産むが、文子が私生児であったため、嘉平夫婦の子として入籍させた。文子を産んだ直後鳥取県に嫁ぎ、夫とは円満で3人の子に恵まれている。
仁礼 直平（にれ なおへい）
嘉平の長男。満州より復員。36歳。父に似て体が大きく、「えらもん」と評判の人物。終戦後すぐに結婚して子どもが3人いる。
仁礼 路子（にれ みちこ）
直平の妻。
仁礼 勝平（にれ かつへい）
嘉平の次男。鬼首村青年団団長。歌名雄とは同い年であり、仲がよい。
仁礼 文子（にれ ふみこ）
嫁入り前に咲枝が城崎で産んだ娘。嘉平の末娘として育つが、血縁上は姪にあたる。1933年（昭和8年）5月4日生まれで泰子、千恵子、里子とは同い年。しもぶくれの顔にうけ口で八重歯を持ち、この本来美人とは相容れないはずの特徴全てが魅力の無邪気な美しさを持つ女性で愛嬌がある。実母が叔母の咲枝であることは知らなかったが、自分が嘉平の実子ではなく私生児であることは周知の事実であり、歳を重ねるごとに苦に病み、肩身の狭い思いをしていた。
歌名雄に思いを寄せており、由良泰子に嫉妬している。実は恩田幾三（後述）の娘である。

### 由良家
屋号は「枡屋」。
由良 卯太郎（ゆら うたろう）
由良家先代主人、故人。泰子の戸籍上の父。乳母日傘で育ち、おっとりした人柄。仁礼家の繁栄に危機感を抱き、対抗策として恩田幾三の事業に乗ったあげく大損害を被り、面目を失う。農民たちへの損害の補償に追われる中、悲嘆のうちに命を落とす。死因は脚気衝心。1935年（昭和10年）8月10日没。
由良 五百子（ゆら いおこ）
卯太郎の母。1955年（昭和30年）で83歳になる。油揚げを作るのが上手い。家計の管理を嫁の敦子に任せず、今も自分が管理している。手毬唄の歌詞を知る数少ない人物。
由良 敦子（ゆら あつこ）
卯太郎の妻。未亡人。大柄で 負けん気が強く、「八幡様」と呼ばれている。 仁礼嘉平に対抗意識を燃やしている。夫の存命中、恩田幾三との不倫関係の果てに身ごもり、産まれた泰子を夫との子として届ける。
一時、嘉平と男女関係になるが、放庵が泰子の出生の秘密を嘉平に明かしたことが原因で別れた。
由良 敏郎（ゆら としろう）
卯太郎と敦子の息子で由良家当主。35歳。風采の上がらない男。1953年（昭和28年）にシベリアより復員。その翌年に結婚したばかりで子どもはまだいない。妹の泰子とは異父兄妹。
由良 栄子（ゆら えいこ）
敏郎の妻。事件前、舅の法事に来た放庵に稲荷寿司を包んで渡した。
由良 泰子（ゆら やすこ）
歌名雄の恋人。1933年（昭和8年）4月16日生まれで文子、千恵子、里子と同い年。純日本式の美女で両親や兄弟とは容姿が全く似ていない。自分の美貌を自覚しており、お高く留まった立ち振る舞いが目立つ。戸籍上は卯太郎の末娘であるが、実は母の敦子が恩田幾三との間に産んだ不義の子である。

### 別所家
屋号は「錠前屋」。
別所 辰蔵（べっしょ たつぞう）
仁礼家の葡萄酒酒造工場工場長。春江にとっては実兄、千恵子にとっては戸籍上の兄であり伯父。小柄だががっしりした体格。
飲んだくれで金に汚く、春江や千恵子から嫌われている。成功者の千恵子に劣等感を持つ。
別所 蓼太（べっしょ りょうた）
辰蔵・春江の父、千恵子の祖父で戸籍上の父。
別所 松子（べっしょ まつこ）
辰蔵・春江の母、千恵子の祖母で戸籍上の母。
別所 五郎（べっしょ ごろう）
辰蔵の息子、鬼首村青年団団員。通称「五郎やん」千恵子のいとこで戸籍上の甥。22、3歳ほど。歌名雄や勝平と仲がよい。
別所 春江（べっしょ はるえ）
千恵子の実母だが、戸籍上では姉となっている。40歳。小柄でふっくらしており愛嬌のある顔立ちで、実齢よりかなり若く見える。かぞえ17歳の頃、村に滞在していた恩田の世話をするなかで関係を持ち、後に未婚で千恵子を産む。私生児であった千恵子を父母の子として届け、後に神戸で女給等をして身を立て、実家から千恵子を引き取った。
生前の恩田から一緒に満州に行くことに誘われていた。恩田の唯一の身体的特徴として、足の中指が長かったことを記憶している。
日下部から求婚されているが、行方・生死ともに不明の恩田に未練があり承諾を決めかねている。
別所 千恵子（べっしょ ちえこ）
春江の娘。「グラマー・ガール」と呼ばれる国民的人気女優で歌手。芸名は「大空ゆかり」。母と同様、美人というより愛嬌顔、金田一の見解によると風貌は実在の女優「京マチ子」に似ている。身長は5尺4寸（165センチメートル）ほどあり大柄でスタイルが良く、魅力的なハスキーボイスを持つ。
1933年（昭和8年）生まれで文子、泰子、里子と同い年。幼少の頃は春江と神戸に住んでいたが、1945年（昭和20年）3月の大空襲後、疎開して鬼首村で過ごし、16歳の頃に村を出る。
蓼太や松子のために、村に「ゆかり御殿」と呼ばれる大邸宅を建設する。実の父親は詐欺師で殺人犯と疑われる恩田幾三で、そのために幼少のころから村内で迫害されてきた。
恩田こと青池源次郎の娘達の中で最も父の血を受け継いでおり、芸能界で成功者となる。
事件後、金田一を介して歌那雄とは異母兄妹として対面する。

### その他
日下部 是哉（くさかべ これや）
大空ゆかりのマネージャー。50~56歳ほどでロマンス・グレーの美中年。満州帰り。別所春江に求婚している。
本多（大先生）
医者だが現在は引退している。1932年（昭和7年）の事件時、青池源治郎の遺体を検死する。
本多（先生）
大先生の息子、医者。
本多 一子（ほんだ かずこ）
本多（先生）の妻。
多々羅 放庵（たたら ほうあん）
庄屋の末裔・多々羅家の当主。70歳過ぎほど。本名は多々羅一義。先代同様の道楽者で妻を7回も取り替えたり、芝居に入れあげたりと、放蕩三昧の人生を送った結果、現在は没落している。1955年（昭和30年）の事件の前年、遂に8人目の妻にも逃げられた。飄々とした性格だが旧家の当主としての矜持が高く、陰で村人たちの秘密を探るなど暗躍していた。右手が不自由で文字が書けず、夜目が利かない。そのため、リカに身の回りの世話を受けながら一人暮らしをしていた。鬼首村の手毬唄を由良五百子から聞き取るなどして発掘し、「鬼首村手毬唄考」と題して民俗学の雑誌『民間承伝』に投稿する。
栗林 りん（くりばやし りん）
多々羅放庵の5番目の妻。通称「おりん」。放庵と結婚する以前は芸者をしていた。1932年（昭和7年）、放庵の元から出奔する。1955年（昭和30年）の春に神戸で死去している。享年58歳。
お冬
多々羅放庵の8番目の妻。1954年（昭和29年）、放庵の元から出奔する。　
おいと
総社の町の旅館「井筒」の女将。放庵の知人でおりんの遠縁の親戚。おりんが事件前に亡くなったことを金田一に話す。昔、放庵から紹介された恩田幾三を度々旅館に宿泊させていた。別所春江と恩田の男女関係を知っていたが、恩田が人妻である由良敦子ともあいびきしていることに気付き、旅館への影響を心配する余り放庵に相談して敦子の不義を知らせた。
恩田 幾三（おんだ いくぞう）
別所千恵子の実の父親。また、由良敦子との間に泰子を、仁礼咲枝との間に文子を遺している。文子が私生児であることは広く知られていたが父親が恩田であることは知られておらず、泰子が不義の子であることはごく少数の者が知るのみであった。
1932年（昭和7年）の青池源治郎殺害事件の犯人と考えられていたが、実は青池源治郎と同一人物であった。故郷の村に輸出用のクリスマス飾りのモール作りを内職として仲介するべく帰還するが、村の中でも下民として幼少期を過ごしたため、村人に軽んじられることを警戒して、「恩田幾三」の偽名を使う。
幼少の頃は陰気で人の目につかない子どもで村人の記憶に残っていない。それに加えて十年以上前に村を出た彼の顔を覚えているものはおらず、それを利用した。金縁眼鏡をかけ、鼻下にちょび髭を生やした出で立ちで変装しており、磯部警部によれば、周りからは35、6歳ほどに見られていた。
美男子であったらしく、格下の家の者として自分を扱っていた村の権力者の家の女性たちとねんごろになり、次々に肉体関係を持っていくが、関係を持った女性の1人、別所春江のことは本気で愛するようになる。
一方で青池源治郎として妻子とともに帰郷し、一人二役の生活を始める。しかし、世界恐慌の煽りで仲介先の事業は失敗、事態が露見する前に妻子を捨てて別所春江と共に満州へ逃亡しようとしていたが、青池リカに殺害され、詐欺師だったとみなされることになる。
春江からは「悪い人には見えなかった」と評されている。事実、世界恐慌のあおりを受けて事業が頓挫するまでの彼の仕事は真面目であり、最初から詐欺行為を働くつもりだったのか、それとも事業の失敗から逃げたために結果として詐欺師扱いされることになったのかの判断は分かれていた。

## 作品の評価
- 田中潤司は作者作品ベスト5を選出した際、本作品を4位に挙げ[注 14]、作者もこれを「妥当なもの」としている[10]。
- 『週刊文春』が推理作家や推理小説の愛好者ら約500名のアンケートにより選出した「東西ミステリーベスト100」の国内編では、本作品は1985年版で42位に[注 15]、2012年版で75位に選出されている[注 16]。
- ほどよく枯れた後期作品という位置づけで評価され続けてきたが、その後横溝が晩年に至って旺盛な執筆再開を行ったために現在では中期の代表作となっている。

## 映画

### 1961年版
東映配給で1961年11月15日に公開された。監督は渡辺邦男、主演は高倉健。金田一が洋服で、女性秘書・白木静子を従えているという設定は片岡千恵蔵主演シリーズを踏襲している。
もともと用意されていた脚本を監督の渡辺が没にして、脚本家の結束信二に全面的な書き直しを命じた。結束は没になった脚本を渡され、全く原作を読まずに書いたと述懐している。最終的には監督の渡辺が手を入れて完成した。この経緯の結果、本作は原作から選択した構成要素を組み立て直して全く新たなストーリーを創作したものになっている。具体的には、見立て殺人、近親相姦回避、ブドウ栽培、過去の内職紹介詐欺事件などの要素が無く、以下のような内容となっている。
- 原作の大空ゆかりに相当する和泉須磨子は仁礼家の長女であり、作品冒頭で帰郷途上に殺害される。それに先立って脅迫状を受け取っており、金田一に調査を依頼していた。
- 里子は仁礼家の次女で帰郷中の大学生であり、学友の遠藤和雄も来村していた。遠藤は金田一と共に謎の解明を進める。
- 剛造には半年前に脅迫状が届いており、里子は兄・源一郎に村を離れて大学に戻るよう勧められていたが、その源一郎が猟銃自殺に見せかけて毒殺される。
- 青池家は原作の由良家に相当する旧素封家であり、20年前に仁礼剛造に全財産を騙し取られた。青池家の妻子は毒を飲んで手毬唄を歌いながら底なし沼に沈んでいった。なお、亀の湯は青池家とは別に存在する。
- 青池家の作男だった辰蔵が18年ぶりに姿を現して剛造を恐喝し、終盤で剛造に毒殺される。その直前に青池家財産横領に用いられた偽造実印を発見していた。辰蔵は手毬唄に詳しいという意味でもキーパーソンである。
- 青池家の当主は洪水で死んだとされていたが、石山伍堂との偽名で逗留し、復讐のために剛蔵の子供たちを殺害しようとしていた。

1976年以降、映画『犬神家の一族』の成功で横溝正史ブームが起こった頃、女性週刊誌が歴代の金田一役の俳優を紹介し、インタビューを収録した。高倉は、「記憶にありません。とにかくあの頃は、次々といろいろな作品に出ていました。」と答えている。
キャスト
- 金田一 - 高倉健
- 白木静子 - 北原しげみ
- 磯川（警部） - 神田隆
- 遠藤和雄 - 小野透
- 仁礼剛造 - 永田靖
- 仁礼源一郎 - 大村文武
- 仁礼里子 - 志村妙子
- 仁礼宮子 - 不忍郷子
- 和泉須磨子 - 八代万智子
- 石山伍堂（青池昌平） - 石黒達也
- 多々羅放庵 - 花沢徳衛
- 古畑辰蔵 - 中村是好
- 五郎 - 菅原壮吉
- 日下部 - 山口勇
- 吉田 - 増田順司
- 栗林 - 山本麟一

※「磯川」を「いそがわ」と発音している。
スタッフ
- 監督 - 渡辺邦男
- 企画 - 猪又永一
- 原作 - 横溝正史
- 脚色 - 結束信二、渡辺邦男
- 音楽 - 山田栄一
- 撮影 - 渡辺季
- 美術 - 進藤誠吾
- 録音 - 加瀬寿士
- 照明 - 元持秀雄
- 編集 - 祖田富美夫
- スチール - 藤井善男

### 1977年版
1977年4月2日に公開された。東宝、監督は市川崑、主演は石坂浩二。

## テレビドラマ

### 1971年版
『おんな友だち』は、日本テレビ系列の「火曜日の女シリーズ」（毎週火曜日21時30分 - 22時26分）で1971年6月22日から7月20日まで放送された。全5回。
金田一は登場せず、登場人物の名前は部分的に原作通りだが少なからず変更されている。
以下のような設定で、概ね原作に沿ってストーリーが展開する。
- 同業者から求婚された人気スター牧村ゆかり（原作の大空ゆかり＝別所千恵子）は、気持ちを整理するため初恋の青池慎一（原作の歌名雄）がいる故郷・鬼首村へ帰る。
- 村では文子の父・笹塚と泰子の父・榊原が村長選挙を争っており（娘たちの名は原作通り）、ゆかりの帰郷ばかりか、娘たちの死も選挙に利用しようとする。文子殺害後、榊原は選挙期間中に泰子と慎一を結婚させようとするが、挙式直前に泰子も殺害される。

キャスト
- 牧村ゆかり - 范文雀
- 青池慎一 - 峰岸隆之介
- 篠塚 - 高橋昌也
- 榊原 - 伊達三郎
- 榊原泰子 - 川崎あかね
- 青池時子 - 斎藤美和
- 青池里子 - 鮎川いずみ

スタッフ
- 脚本 - 佐々木守
- 監督 - 黒田義之
- プロデューサー - 春日千春、小坂敬
- 音楽 - 佐藤允彦
- 制作 - 大映テレビ室、NTV

### 1977年版
『横溝正史シリーズI・悪魔の手毬唄』は、TBS系列で1977年8月27日から10月1日まで毎週土曜日22時 - 22時55分に放送された。全6回。毎日放送・大映京都・映像京都製作。
撮影がかなり進行した時点で急遽放映の1回延長が決定して脚本が書き直された（全5回から全6回へ）。そのため後半（文子殺害後）が原作よりも細かい会話を補ったりして丁寧に追う内容になっており、謎解き部分も関連する場面が逐一回想される丁寧な構成になっている。
概ね原作通りの展開であり、原作にある科白の細かい表現を残そうともしている。しかし、以下のような改変が見られる。この中には、同年4月2日に公開された東宝映画版と共通する変更点もある。
- 映画と共通する変更点
  - 原作より3年早い昭和27年に設定されており、被害者たちの年齢も3歳若い20歳である。
  - 「ゆかり御殿」が建設されている設定は無く、春江の両親も登場しない。
  - 20年前に検死した医師が現役であり世代交替していない（ただし、本作は原作同様本多医師だが、映画版は権堂医師）。
  - 大空ゆかり歓迎会は野外での盆踊りではなく邸内での同窓会である。
  - 里子は単に出発が遅れただけであり、老婆と共に行く泰子の姿を少し離れたところから目撃する。
  - 泰子を呼び出した手紙の前半が隠されていた設定は無い。
  - 文子の通夜では千恵子も和装だったので、里子を着替えさせようとする展開は無い。
- 本作オリジナルの変更点
  - 原作の立花警部補に相当する、金田一に対抗意識を抱く人物は登場しない。日下部是哉も登場しない。
  - 日和警部（原作の磯川警部に相当）は県警本部で金田一に鬼首村を紹介する際に昔の事件のことを隠していた。金田一がそれを知るのは、放庵が亀の湯で嘉平と顔を合わせたくなくて金田一の客室に逃げ込んできた際である。このとき原作の冒頭に記述されている歴史的経緯も語られた。
  - ドラマ開始時点で金田一は主な家族関係を把握していて金田一のナレーションで提示され、旅館「井筒」で女将から聞き出したり、青年団がやってきて人物描写がなされたりする場面は無い。金田一は留守中の事務所に借金取りが殺到した知らせを受けて東京へ戻ろうとするが大雨で足止めされて偶々「井筒」に泊まり、おりんは死亡していると聞いて村へ引き返す。
  - 五百子が歌った手毬唄は「庄屋うた」無しで2番までであった。
  - 恩田幾三の足の中指が長かったことは、日和警部の靴下の穴に春江が気付いて修繕したことを契機に判明する。
  - 金田一と日和警部は、リカが千恵子殺害行動に出る直前に咲枝と敦子に個別に面会し、恩田と源治郎が同一人物であることを確認する。
  - リカは里子の通夜で泥酔した辰蔵を送り届けた際に、歌名雄が待っていると偽って千恵子を放庵の家に呼び出す。リカは千恵子を絞殺しようとするが金田一に阻止され、さらに溺死させるのにも失敗すると、金田一が千恵子を救出している隙に入水自殺した。
  - 最後にリカの墓前で金田一、日和警部、お幹が語り合い、お幹が去ったあと、金田一が徒歩での去り際に日和警部の恋心を指摘する（原作は京都駅、映画版は総社駅での磯川と金田一の対話）。

キャスト
- 金田一 - 古谷一行
- 青池リカ - 佐藤友美
- 青池歌名雄 - 高岡健二
- 青池里子 - 池波志乃
- 多々羅放庵 - 小沢栄太郎
- 由良敦子 - 大塚道子
- 由良泰子 - 渡井直美
- 由良五百子 - 村瀬幸子
- 仁礼嘉平 - 鈴木瑞穂
- 仁礼文子 - 新海百合子
- 咲枝（仁礼嘉平の妹） - 松村康世
- 別所春江 - 川口敦子
- 別所千恵子（芸名：大空ゆかり） - 夏目雅子
- 別所辰蔵 - 矢野宣
- お幹 - 三戸部スエ
- 青年団員 - 島米八
- 井筒屋の女将 - 日色ともゑ
- 木村（巡査） - 東野英心
- 本多（医師） - 永井智雄
- 新聞記者 - 宍戸錠
- 日和（警部） - 長門勇
- かね - 野村昭子

この他にナレーションを女性が担当しているがクレジットされていない（第2期の『八つ墓村』など、ナレーターがクレジットされている作品もある）。
スタッフ
- 企画 - 角川春樹事務所、毎日放送
- プロデューサー - 青木民男（毎日放送）、香取擁史、西岡善信
- 脚本 - 田坂啓
- 撮影 - 渡辺貢
- 照明 - 美間博
- 美術 - 西岡善信
- 衣装 - 伊藤なつ
- 美粧 - 竹村浩二
- 結髪 - 石井ヱミ
- 協力 - 山崎かつら、京阪商会、高津商会、京都衣装
- 現像 - 東洋現像所
- 音楽 - 真鍋理一郎
- 主題歌 - 茶木みやこ「まぼろしの人」
- 監督 - 森一生
- 制作 - 毎日放送、大映映画、映像京都

### 1990年版
『名探偵・金田一耕助シリーズ・悪魔の手毬唄』は、TBS系列で1990年10月5日に放送された。TBS・東阪企画・映像京都（協力：京都映画）製作。
- 手毬唄の旋律は1977年版テレビドラマと同じものを使用している。
- 原作より3年早い昭和27年夏に設定されており、被害者たちの年齢も3年若い20歳である。20年前に検死した本多先生が現役であり世代交替していない（以上、1977年版の映画およびテレビドラマと同様）。
- 磯川警部に招かれた金田一と等々力警部はバスで鬼首村を訪れ、このバスに放庵も乗り合わせており、亀の湯まで案内してもらった。亀の湯で放庵や嘉平に遭遇する展開は無い。なお、両警部は金田一も関わった過去の連続殺人事件で面識がある[注 17]。
- 等々力は鬼首村を冒頭と青柳史郎写真入手時との2回訪れるが、着くたびに東京へ呼び戻されてしまう。
- 鬼首村への交通手段はバスやタクシーで、仙人峠の山越えの設定は無い。総社はバスやタクシーの会社名として出てくるのみ。
- 磯川が金田一を村中案内しながら20年前の事件を説明している途中で、村の中の道で「おりん」に遭遇する。その流れで放庵宅を訪れ、毒殺された痕跡を発見する。原作と異なり酒盛りの痕跡が作為的だった。金田一に放庵を訪問する予定があったという設定や総社へ出かける設定は無い。
- 日下部是哉は登場しない。「ゆかり御殿」が建設されている設定は無く、千恵子たちは仁礼家に宿泊する。春江の両親も登場しない。
- 文子の死体は醸造用の樽の中に漬けられ、上に大判小判が吊るされていた（1977年版映画と同様）。
- 文子殺害後には歌名雄と勝平ではなく敦子と嘉平の喧嘩（泰子殺害後の続き）になる。敦子は文子の父親が恩田であることを知っていた。
- 五百子は泰子と文子が殺害されるごとに手毬唄の各々関連する部分のみを思い出す（1977年版映画と同様）。
- 通夜の際に老婆の影が映し出される騒ぎは無い。
- 里子を千恵子と誤認して殺害したことを隠蔽するために洋装から和装に着替えさせようとした設定は無い。リカは翌朝まで人違いに気付いていなかった（1977年版映画と同様）。
- 青柳史郎こと青池源治郎は神戸ではなく浅草で弁士をしており、金田一は写真入手を等々力警部に任せて自らは「民間承伝」を調べるため岡山学芸大学へ出向く。
- 恩田幾三の足の中指が長かったことは、磯川の靴下に穴が開いていたことを契機に判明する（1977年版テレビドラマと同様）。
- 里子殺害後、憔悴したリカは里子が暮らしていた土蔵に千恵子を呼び出すが、殺害が目的ではなく真相を伝える（1977年版映画と同様）。そのあと入水自殺しようとするのを金田一が阻止するが、服毒していたため結局死ぬ。
- 磯川は隠していた恋心を金田一に見抜かれる設定ではなく、里子殺害後にリカに告白めいた科白を発している。
- 最後にリカの墓前で東京に出るつもりだと歌名雄が千恵子と金田一に語るが、具体的な計画は語られない。

本作では「青池」姓の読みを「あおち」としている（1977年の東宝映画版とテレビドラマ版では「あおいけ」と呼称）。
キャスト
- 金田一 - 古谷一行
- 青池リカ - 有馬稲子
- 青池歌名雄 - 石黒賢
- 青池里子 - 浅野愛子
- 多々羅放庵 - 汐路章
- 由良敦子 - 江波杏子
- 由良泰子 - 小沢幹子
- 仁礼嘉平 - 加藤武
- 仁礼文子 - 夏海京子
- 別所千恵子 - 伊藤つかさ
- 別所春江 - 大橋芳枝
- 磯川（警部） - 藤岡琢也
- 等々力（警部） - ハナ肇
- 仁礼咲枝 - 白川和子
- 恩田幾三 - 西園寺章雄
- 立花（警部補） - 光石研

スタッフ
- 企画 - 大下晴義、樋口祐三（TBS）
- プロデューサー - 徳田良雄、細井保伯、浜井誠
- 脚本 - 峯尾基三
- 音楽 - 真鍋理一郎
- 撮影 - 藤井哲矢
- 照明 - 美間博
- 美術 - 重田 重盛
- 録音 - 生水俊行
- 編集 - 谷口登司夫
- 製作協力 - 映像京都
- 企画協力 - 角川春樹事務所、かとう企画
- 監督 - 関本郁夫
- 制作 - 東阪企画、TBS

### 1993年版
『横溝正史シリーズ・悪魔の手毬唄』は、フジテレビ系列の2時間ドラマ「金曜エンタテイメント」（毎週金曜日21時 - 22時52分）で1993年9月24日に放送された。
- 事件発生は原作通り1955年（昭和30年）だが、昔の事件を1935年（昭和10年）としており、被害者たちの年齢は20歳。
- 別所千恵子に大空ゆかりという芸名は無く、日下部是哉は登場しない。金田一は元々別所母娘と懇意であり、帰郷するなという警告状が届いたため関与する。なお、被害者たちを呼び出した手紙も、この警告状と同じ形態であった。
- 磯川警部が昔の事件に執着している設定やリカに恋している設定は無い。
- 多々羅放庵の姓が「多々良」に変えられている[11]。
- 本多先生には屋号「薬屋」があり、村長も務めている。世代交代はしていない。
- 原作の嘉平の役回りは先代の仁平に変更され、咲枝は仁礼家に留まって文子を育てており、他の家族は登場しない。
- 辰蔵が何者であるかは明示されず、春江と千恵子以外の別所家の者は登場しない。
- 千恵子は青年団に夏祭りへ呼ばれ、芝居小屋（内子座で撮影）で歌謡ショウを開く。里子は参加しておらず、老婆目撃の設定は無い。
- 歌名雄は24歳。リカの息子ではなく隣村・弓削村の富豪・増田家（屋号は刀屋）の跡取りで、父親の遺言により25歳までに鬼首村の名家から嫁を迎えることが義務付けられている。したがって犯行動機から近親相姦回避は除かれており、歌名雄を慕う里子の想いを叶えることが犯行動機であった。
- 歌名雄も実は里子を想っており、それを知っていた文子は里子の名で歌名雄を呼び出し、全裸になって迫るが拒絶される。その直後、老婆に絞殺され、大判小判を飾って梁から逆さ吊りにされる。
- 手毬唄は本来の歌詞（原作通り）とは違う親孝行娘の歌詞で広く知られており、五百子は登場しない。金田一は歌詞の内容が竜頭蛇尾なので元の歌詞が存在するはずと考えて「民間承伝」を調べる。放庵宅にあったものは3番の歌詞が切り取られていたが、増田家の書庫にもあった。
- 源次郎（原作の源治郎）ではなくリカが鬼首村出身であり、神戸で出会った源次郎を連れて帰ってきた。屋号が無い家の婿では信用されないと考えて源次郎が恩田幾三として振舞うことを助けていたが、春江に本気になったことが許せず殺害した。このとき里子は既に生まれており、全身に火傷を負った（生まれつきの赤痣ではない）。
- 源次郎殺害時の偽装工作と里子の救急搬送で放庵に恩義を感じたリカは、放庵の生活費と里子の治療代のために仁平の慰み者となることに甘んじていた。
- 放庵は単に犯人に仕立てる目的で殺害して沼に沈め、最後まで死体は出てこない。

本作では「青池」姓の読みを「あおち」としている。
キャスト
- 金田一 - 片岡鶴太郎
- 青池リカ - いしだあゆみ
- 由良敦子 - 新橋耐子
- 由良泰子 - 佐藤忍
- 仁礼仁平 - 高橋幸治
- 仁礼文子 - 朝岡実嶺
- 仁礼咲枝 - 吉沢京子
- 増田歌名雄 - 加勢大周
- 別所春江 - 萬田久子
- 別所千恵子 / 青池里子 - 牧瀬里穂
- 多々良放庵 - 平幹二朗（特別出演）
- おいと - 二宮さよ子
- 河原さぶ
- 磯川（警部） - 加藤武
- 木村（巡査） - 渡辺いっけい

スタッフ
- 企画 -  岡田太郎、小林義和
- プロデューサー - 高橋萬彦
- 脚本 - 岸田理生
- 音楽 - 石田勝範
- 撮影 - 木村祐一郎
- 照明 - 米田俊一、清喜博二
- 美術 - 根本研二
- 音声 - 山成正己
- 編集 - 飯塚守
- 題字 - 片岡鶴太郎
- 演出 - 福本義人
- 企画協力 - 角川書店
- 制作 - 共同テレビジョン、フジテレビ

### 2009年版
『金田一耕助シリーズ・悪魔の手毬唄』は、フジテレビ系列で2009年1月5日に放送された。
概ね原作通りの展開であり、原作の科白を場面が多少違っていてもなるべく残そうとしている。しかし、ストーリー展開の簡略化が目的と思われる以下のような改変が見られる。
- 金田一は手紙で事前に紹介を受けて東京から鬼首村へ直接行っている。亀の湯到着早々に土蔵の窓際に居る里子を目撃しており、赤痣も認識している。
- 恩田が借りていたのは人食い沼に面した放庵の家の一部であり、放庵はその後転居していない。
- 金田一が探偵であることは当初から広く知られており、嘉平だけが知っていた設定は無く、共同浴場で金田一と嘉平が遭遇する設定も無い。
- 鬼首村への経由地である総社が関係する登場人物や場面が全て省略されている。金田一は村内散策で頻繁に村の入口（原作の仙人峠）に足を延ばし、その際に老婆と遭遇している。本物のおりんが既に死んでいることはリカから知らされた。
- 放庵が金田一の立ち寄り先に頻繁に顔を出し、種々の情報を提供する。その流れで、金田一が横溝正史に頼まれていた童謡収集への協力を依頼し、資料を見るために家を訪ねたところ行方不明になっていた。なお、山椒魚は登場しない。
- 橘署長（原作の磯川警部）は休暇ではなく放庵行方不明捜査のために入村しており、その際に金田一に23年前の事件を説明している。原作の立花警部補に相当する、金田一に対抗意識を抱く人物は登場しない。
- 23年前に検死した本多先生が現役であり世代交替していない（過去の映像化作品の多数と同様）。
- 日下部是哉は登場しない。神戸の関係者は登場せず氏名も明らかにならない。仁礼家・由良家・別所家は最小限の人物にしか科白等の出番が無い。
- 泰子を呼び出した手紙の前半が隠されていた設定は無い。
- 泰子殺害時に、犯人が一度持ち出した枡と漏斗を辰蔵が工場に持ち帰ったくだりは省略されている。
- 文子殺害時の竿秤とマユ玉の出所は明らかにならない。
- 里子を千恵子と誤認して殺害したことを隠蔽するために洋装から和装に着替えさせようとした設定は無い。
- ゆかり御殿に放火して金田一に追跡されたリカは放庵の家で追い詰められ、追ってきた橘署長や歌名雄と共に金田一の謎解きを聞く。金田一はそれまでに青柳史郎の写真を関係者（敦子も含まれ、本多先生は居ない）に示して恩田幾三と同一人物であることを確認していた。金田一の結論を認めたリカは源治郎の亡霊に誘われるように人食い沼に入水した。

その他、以下のような原作からの改変がある。
- 里子は葬儀で泰子の霊前に座るまでは高祖頭巾を着用していた。
- 泰子葬儀での老婆のシルエットは、参列者全員の目に入る形で映り大騒ぎになる。
- 文子は醸造樽の上に吊るされており、血が樽に入って味が変わったために辰蔵が変事に気付く。

ゆかり御殿が描かれる唯一の映像化作品である。また序盤で横溝正史が『そして誰もいなくなった』や『僧正殺人事件』を眺めながら童歌を口ずさむシーンが入れられている。
また、稲垣吾郎の金田一耕助シリーズは今までの金田一の映画およびドラマへのオマージュが多々あり、この作品でも市川崑監督の映画版において大空ゆかり役であった仁科亜季子が出演している。
本作では「青池」姓の読みを「あおち」としている。
キャスト
- 金田一 - 稲垣吾郎
- 青池リカ - かたせ梨乃
- 青池歌名雄 - 平岡祐太
- 大空ゆかり - 山田優
- 青池里子 - 柴本幸
- 多々羅放庵 - 麿赤児
- 栗林りん - 森康子
- お幹 - 藤本静
- 由良泰子 - 中丸シオン
- 仁礼文子 - 多岐川華子
- 別所辰蔵 - 有薗芳記
- 仁礼勝平 - 山崎裕太
- 仁礼咲枝 - 仁科亜季子
- 別所春江 - 田岡美也子
- 由良敦子 - 山口美也子
- 仁礼嘉平 - 石田太郎
- 由良五百子 - 佐々木すみ江
- 恩田幾三（青池源治郎） - 谷原章介
- 本多医師 - 犬塚弘
- 橘署長 - 塩見三省
- 横溝正史 - 小日向文世

スタッフ
- 企画 - 現王園佳正、保原賢一郎、後藤博幸
- プロデューサー - 稲田秀樹、川上一夫
- 脚本 - 佐藤嗣麻子
- 脚本協力 - 小川智子
- 音楽 - 佐橋俊彦
- 演出 - 星 護
- 制作 - 共同テレビジョン、フジテレビ

### 2019年版
土曜プレミアムスペシャルドラマ『悪魔の手毬唄〜金田一耕助、ふたたび〜』は2019年12月21日21時20分 - 23時30分 (JST)にフジテレビ系列で放送された。主演の加藤シゲアキ (NEWS) は前年12月放送の『犬神家の一族』に続き2度目の金田一耕助役。磯川常次郎警部役には『横溝正史シリーズ』などで金田一を長年演じていた古谷一行が起用され、新旧金田一役俳優の共演となった。
原作との主な相違点は以下の通り。過去の映画版やドラマ版を踏襲したものも多い。
- 被害者たちの年齢は原作より3年若い20歳である（1977年版の映画および、1977年版と1990年版のテレビドラマと同様）。
- 「ゆかり御殿」が建設されている設定は無く、千恵子たち3人は仁礼家に逗留する。
- 亀の湯にも「桶屋」という屋号がある。
- 勝平は仁礼家の長男であり、直平は登場しない。
- 原作で明らかでない咲枝の婚後の苗字が司と設定されている（1977年版映画と同様）。
- 金田一が作家であるとしたのは磯川警部が亀の湯に紹介する際である。磯川が来村してから部下に『獄門島』事件を解決した探偵だと説明したことで正体が知れる。
- 原作の総社に相当する山田村へ青年団が出迎えに現れる設定は無い。金田一は単に大空ゆかり歓迎のお祭り騒ぎを避けるために足を延ばし、その途上（峠道ではなく石橋の上）で「おりん」に遭遇する。なお、おりんが既に死亡していることは文子殺害後に磯川警部が確認する。
- お幹が大空ゆかりを嫌っている設定は無い。金田一は20年前の事件をお幹から聞く。
- 共同浴場で金田一が嘉平に遭遇する設定、金田一が放庵の手紙を代筆する設定は無い（したがって放庵の右手が不自由であるという設定も無い）。
- 大空ゆかり歓迎行事の詳細は描写されていない。里子は単に出発が遅れただけであり、老婆と共に歩いている泰子の姿を少し離れたところから目撃する。
- 原作の立花警部補に相当する立原警部補は、『犬神家の一族』に登場する橘署長とそっくりの別人である。
- 20年前に源治郎を検死した本多先生が現役であり世代交替していない（過去の映像化作品の多数と同様）。
- 泰子殺害時に、犯人が一度持ち出した枡と漏斗を辰蔵が工場に持ち帰ったくだりは省略されている。
- 泰子殺害のあと、里子と金田一が各々に老婆と遭遇したという情報に基づいて警察関係者と金田一が放庵宅へ向かい、おりんが居た形跡を確認する。この時点では磯川警部は未着で、立原警部補は金田一を邪険にするが、金田一は現場状況を次々に指摘して圧倒する。なお、山椒魚は登場しない。
- 「お庄屋ごろし」はサワギキョウからトリカブトの根に変更されている。
- 嘉平と敦子の争いは泰子殺害現場ではなく泰子の通夜で起こる。
- 辰蔵が絡んでくるのを避けて庭へ出た千恵子と里子が老婆の影を目撃し、里子は落ちていた手ぬぐいが母親の物であったことから彼女の仕業であることに気付く。
- 文子の死体は醸造用の樽の中に漬けられ、上に大判小判が吊るされていた（1977年版映画や1990年版テレビドラマと同様）。辰蔵は味の変化した葡萄酒を飲んだことから死体を発見する（2009年版テレビドラマと同様）。なお、竿秤とマユ玉の出所は明らかにならない。
- 五百子は耳が遠くなっており、泰子殺害後に手毬唄の1番のみを思い出す。文子殺害後には金田一が与えた「小判」「秤」というキーワードに誘われて2番のみを思い出す。
- 泰子を呼び出した手紙の前半が隠されていた設定は無い。また、文子と千恵子を呼び出す手紙も同様に発見されるが、文子に関してはリカが歌名雄を葡萄酒工場へ行かせると言って呼び出しており、手紙は殺害後に置かれたものであった。
- 文子殺害後に歌名雄と勝平が喧嘩を起こす設定は省略されている。
- 文子の通夜に歌名雄が平服で乗り込んで山狩りを提案し、青年団員たちが同調する。立原警部補が警察も協力すると宣言して実際には通夜の様子を外から監視する。そして千恵子が何かを探し回っている様子を目撃する。千恵子は自分のハンドバッグを探しており、里子が持ち出したことに気付いていた。
- 文子の通夜では千恵子も和装だったので、里子を着替えさせようとする展開は無い（1977年版の映画および1977年版と1990年版のテレビドラマと同様）。
- リカは歌名雄が里子殺害を知らせてくるまで人違いに気付いていなかった（1977年版映画と同様）。
- 里子殺害後、金田一は関係者を仁礼家に集めて源治郎の写真を示し、恩田と同一人物であることを確認する。
- 千恵子はリカが犯人であることに気付いて自発的に亀の湯へ向かい、リカに扼殺されそうになる。
- 青池源治郎の芸名は青柳史郎ではなく青柳洋次郎である（1977年版映画と同様）。また、当初から復讐のために詐欺を働く意図で帰村しており、リカを単独で亀の湯に行かせて自分も恩田として在村していることを知らせていなかった。
- 青池源治郎の両親が村を去ったとき亀の湯は仁礼家に買収されており、嘉平はリカの色香に迷って買い戻しに応じた。
- 放庵の死体は沼に沈められていたが里子殺害後に浮かんできた。
- 歌名雄は立原警部補からリカが犯人であることを知らされ、沼で入水自殺しようとするが千恵子に説得される。
- 磯川警部はリカに逃げるチャンスを与え、その責任を取って辞職する。
- 手毬唄には4番があり、リカはこの歌詞に則るようにして、金田一が「おりん」に遭遇した石橋から投身自殺する。
- 歌名雄はしばらく磯川警部が預かることになった。金田一には「一緒に畑でも耕すさ」と語る。
- 金田一は磯川警部のリカへの恋心を指摘しようとするが、思い直して言葉に出さずに辞去する。

キャスト
- 金田一耕助 - 加藤シゲアキ (NEWS)
- 立原虎蔵 - 生瀬勝久
- 青池リカ - 寺島しのぶ
- 青池歌名雄 - 小瀧望（ジャニーズWEST）
- 大空ゆかり（別所千恵子） - 中条あやみ
- 青池里子 - 大野いと
- 仁礼文子 - 大友花恋
- 由良泰子 - 菅野莉央
- 仁礼勝平 - 森廉
- 別所春江 - 国生さゆり
- 別所辰蔵 ‐ 森下能幸
- 司咲枝 - 有森也実
- お幹 - 木南晴夏
- 玉田鑑識官 - 六角慎司
- 日下部是哉 - 岡田義徳
- 青池源治郎/恩田幾三 - 渡辺大
- 本多医師 - 泉谷しげる
- 仁礼嘉平 ‐ 小木茂光
- 多々羅放庵 - 石橋蓮司
- 由良敦子 - 斉藤由貴
- 由良五百子 - 中尾ミエ
- 野呂十兵衛 - 古田新太
- 磯川常次郎 - 古谷一行

スタッフ
- プロデューサー - 金城綾香
- 脚本 - 根本ノンジ
- 音楽 - ワンミュージック
- 撮影 - 大野勝之、岸本正人
- 照明 - 富沢宴令
- 美術 - 青木陽次
- 音声 - 谷部剛
- 編集 - 小泉義明
- 特殊造形 – 松井祐一
- 活弁監修 – 澤登翠
- 演出 - 澤田鎌作
- 制作 - フジテレビ

ネット配信
| 配信サイト | 配信料金   |
| ---------- | ---------- |
| FOD        | 定額制有料 |

### 2021年以降
2019年10月12日に放送されたスーパープレミアム『八つ墓村』のラストシーンで、事件解決後に磯川警部が金田一を「亀の湯」へ誘う描写がある。この作品に先行する2016年11月19日放送のスーパープレミアム『獄門島』や2018年7月28日放送のスーパープレミアム『悪魔が来りて笛を吹く』ではラストシーンで次作のキーワードを示しているので、同様にして次作を『悪魔の手毬唄』とする意思を示したものと解釈できる。しかし、2023年に製作された作品は『犬神家の一族』で、『悪魔の手毬唄』の放送予定情報は明らかにされていない。

## ラジオドラマ
1976年8月NHKラジオ第1放送で日曜日をのぞき毎晩15分、全12回に亘って放送。
前年8月の『悪魔が来りて笛を吹く』に続く金田一耕助シリーズ第二弾。金田一役に緒形拳、磯川警部に岡山県出身の長門勇と豪華キャストが起用された。長門勇は、翌年TBSで放映された「横溝正史シリーズ」で日和警部を演じた。リカ役にNHKの連続テレビ小説『うず潮』で主役を演じた林美智子。ほかに当時、若手女優として活躍していた鶴間エリ、三谷幸喜脚本の舞台公演やテレビドラマで活躍している劇団「文学座」の小林勝也。
原作に忠実な展開だが、里子が文子の通夜の席に頭巾を脱いで参列した理由について、金田一が里子に「頭巾をとって前向きに生きるように」とアドバイスしたことがきっかけに変更されている。この場面に続けて「今、思うと、このことは、犯人へのささやかな勝利だったといえるかもしれません」という意味のナレーションが流れる。また、ラストで金田一が乗る列車が走り去る音とともに「時は流れましたが、今もリカの命日に墓参りに来る人がいます。それは岡山県警を定年退職した磯川警部、その人なのです。」という意味のナレーションが流れる。
多々羅放庵は、原作では最後まで好人物として描かれているが、ラジオドラマでは、最終回に回想シーンがあり、青池源治郎の殺害の後、「わしは何も見ていないよ」と意味ありげに笑い、犯人から沈黙と引き換えに金品を強請っていたかのようなキャラクターに描かれている。
語り手の中西龍が、被害者に、「犯人は誰だったんですか？」とか「あなたが犯人では？」と質問したりする息抜きのシーンがあった。
- 脚本 - 佐久間崇

- 金田一 - 緒形拳
- 青池リカ - 林美智子
- 青池歌名雄 - 小林勝也
- 別所千恵子 / 大空ゆかり - 鶴間エリ
- 多々羅放庵 - 巌金四郎
- 磯川警部 - 長門勇
- 語り手 - 中西龍

## 舞台
劇団ヘロヘロQカムパニーの第41回公演として、2024年5月4日から5月12日までこくみん共済 coop ホール／スペース・ゼロで公演。

### キャスト
- 金田一耕助：関智一
- 磯川常次郎：辻親八
- 立花警部補：置鮎龍太郎
- 青池リカ：三石琴乃
- 青池歌名雄：小野賢章
- 青池里子：稲垣祐希絵
- 別所千恵子：名塚佳織 / 佐倉綾音 - Wキャスト
- 別所五郎：佐藤拓也 / 山本翔太 - Wキャスト
- 別所春江：久保梨瑛
- 由良敦子：長沢美樹
- 由良泰子：羽山芽衣
- 仁礼嘉平：中尾隆聖
- 仁礼文子：大村彩
- 咲枝：井上舞香
- 多々羅放庵：中博史
- お糸：那珂村たかこ
- お幹：柗本和子
- 山本刑事：岩崎諒太 / 畠中祐 - Wキャスト
- 乾刑事：大場達也
- 木村巡査：光部樹

### スタッフ
- 脚本：関智一
- 脚色：長沢美樹
- 脚本協力：小野真一
- 演出：関智一、野坂実

## 漫画
- 悪魔の手毬唄（1976年：秋田書店） 画・つのだじろう

かなりオカルト方向にデフォルメされたストーリーとなっている。
- 悪魔の手毬唄（1984年：講談社） いけうち誠一・著
- 悪魔の手毬唄（1998年：富士見書房） JET・著